# Ubi caritas (album)
Ubi caritas är ett album från 1996 av Kommuniteten i Taizé. Albumet spelades in hos kommuniteten i Taizé under 1996.

## Låtlista
1. Klockor
2. Alleluia de Zagorsk I
3. Ps 34
4. Läsning
5. Donnez une voix à sa louange
6. Läsning
7. Da pacem cordium
8. Kyrie 1
9. Dieu ne peut que donner son amour
10. Bön (broder Roger)
11. Ostende nobis
12. Grande est ta bonté
13. Meine Seele ist zu Tode betrübt
14. Jesús inclinó la cabeza
15. Per crucem
16. Jubilate Deo
17. Christus resurrexit
18. Cantate Domino
19. Kyrie eleison – Christe eleison
20. Gloria Deo
21. Credo
22. Sanctus
23. Mysterium fidei
24. Regnum tuum veniat
25. Agnus Dei – dona nobis pacem
26. Une soif emplit notre âme
27. Ubi caritas Deus ibi est